# Osmia onocrotala
Osmia onocrotala är en biart som beskrevs av Klaus Warncke 1988.
Osmia onocrotala ingår i släktet murarbin och familjen buksamlarbin. Inga underarter finns listade i Catalogue of Life.